# Tagkawayan
Tagkawayan es un municipio filipino de primera clase, perteneciente a la provincia de Quezon, en la región de Calabarzon. En 2020, tenía censados 54 003 habitantes.